# Gorka Knörr
Gorka Knörr Borràs (ur. 2 lutego 1950 w Tarragonie) – hiszpański, baskijski i kataloński muzyk, polityk, w latach 1999–2001 deputowany do Parlamentu Europejskiego V kadencji.

## Życiorys
Urodził się w rodzinie Baska i Katalonki. Karierę muzyczną rozpoczął w 1971. W latach 70. wydał dwie pierwsze płyty: Araba kantari i Nik nahi dudana. Był sekretarzem generalnym baskijskiej partii Solidarność Basków (Eusko Alkartasuna). W wyborach w 1999 uzyskał mandat posła do Parlamentu Europejskiego z ramienia swojej formacji zblokowanej z innymi ugrupowaniami regionalnymi na liście Coalición Nacionalista + Europa de los Pueblos. Zasiadł we frakcji Zielonych i Wolnego Sojuszu Europejskiego. Był członkiem Komisji ds.Gospodarczych i Walutowych oraz delegacji ds. stosunków z państwami Ameryki Środkowej i Meksykiem. Ustąpił po dwóch latach urzędowania.
Zamieszkał w Barcelonie, autor piosenek, m.in. w języku baskijskim i katalońskim (m.in. album z 2006 zatytułowany Arimaren zubia/Pont de l'ánima).